# Android
Android je robot napravljen tako da izgleda kao čovjek, kako po izgledu tako i u ponašanju, za razliku od ginoida koji je napravljen da izgleda kao žena. Riječ je izvedena iz grč. andr- (u prijevodu »čovjek«, »muškarac, »muž«) i nastavka -eides [u prijevodu »iz vrste«, »sličan« (od eidos – »vrsta«)]. Riječ droid – za robota iz Zvjezdanih ratova – izvedena je iz tog značenja. Zasad androidi ostaju u domeni znanstvene fantastike te su česti u filmovima i na televiziji. Međutim, neki humanoidni roboti već postoje. 